# Sololá (tỉnh)
Sololá là một tỉnh ở phía tây Guatemala. Tỉnh lỵ là thành phố Sololá.
Tỉnh này có diện tích 1.061 km², dân số 307.661 người.

## Các đô thị
1. Concepción
2. Nahualá
3. Panajachel
4. San Andrés Semetabaj
5. San Antonio Palopó
6. San José Chacayá
7. San Juan La Laguna
8. San Lucas Tolimán
9. San Marcos La Laguna
10. San Pablo La Laguna
11. San Pedro La Laguna
12. Santa Catarina Ixtahuacan
13. Santa Catarina Palopó
14. Santa Clara La Laguna
15. Santa Cruz La Laguna
16. Santa Lucía Utatlán
17. Santa María Visitación
18. Santiago Atitlán
19. Sololá